# Lana Gojak
Lana Gojak (* 20. November 1983 in Pula, Jugoslawien) ist eine kroatische Schauspielerin. 

## Leben
Sie trat in mehreren Theaterstücken unter anderem in Zagreb auf. Ihre erste Fernsehrolle erhielt Gojak in der Sitcom Bibin svijet als Nebenrolle Mimi. Einem großen Publikum wurde Lana Gojak in ihrer Hauptrolle als Nina Brlek in der Telenovela Ne daj se, Nina von RTL Televizija bekannt. Des Weiteren hatte sie in der Telenovela Larin izbor einen Gastauftritt als Gefängniswärterin. Lana Gojaks Schwester Gea Gojak ist ebenfalls Schauspielerin.

## Filmografie

### Fernsehserien
- 2007: Bibin svijet
- 2007–2008: Ne daj se, Nina
- 2009, 2011, 2013: Stipe u gostima
- 2011: Provodi i sprovodi
- 2012: Larin izbor
- ab 2017: Čista ljubav